# Valutičnjak
Valutičnjak ili konglomerat je vrsta je klastičnih sedimentnih stijena. 

## Osobine
Dijeli osobine s kršnikom (brečom) jer je sedimentna stijena koja je vezana i ista je dimenzija krupnozrnatih čestica. Zajedničko im je da su im čestice krupnozrnate, 0,063 - 2 mm. Iste dimenzije posjeduju i šljunak i kršlje, ali su nevezani sedimenti.
Valutičnjak se od kršnika razlikuje po još nekim osobinama. Kršnik izgrađuju uglati klasti(kršlje) i taloženjem kopnenog sedimenta. Valutičnjak izgrađuje obli klasti ili valutice (šljunak) i nastaje taloženjem vodenog sedimenta čija zaobljenost dolazi pod utjecajem djelovanja vode.

## Vanjske poveznice
- Službene stranice Prirodoslovne tehničke škole Split  Arhivirana inačica izvorne stranice od 17. rujna 2016. (Wayback Machine) Materijali - Geologija - 4. Razred (prirodoslovna gimnazija)
- Rudarsko-naftno-geološki fakultet  Arhivirana inačica izvorne stranice od 16. rujna 2016. (Wayback Machine) Ana Maričić: Nastavni i drugi sadržaji - Petrologija s geologijom